# Kievskaja (Filëvskaja)
Kievskaja in russo Киевская? è una stazione della Linea Filëvskaja, la quarta linea della Metropolitana di Mosca (nonostante fosse originariamente parte della Linea Arbatsko-Pokrovskaja). Progettata da Dmitry Čečulin la stazione aprì inizialmente nel 1937 e chiuse nel 1953, quando fu completata la nuova stazione Kievskaja, destinata a sostituirla. A causa di un cambiamento dei progetti, tuttavia, la stazione riaprì dopo soli cinque anni, come parte della Linea Filëvskaja.
Kievskaja presenta alti pilastri ottagonali sormontati da elaborati capitelli. I pilastri erano originariamente ricoperti di onice armena, ma questa fu poi sostituita da marmo Gazgan di colore giallo, dopo dieci anni. La banchina presenta invece motivi ucraini intricati eseguiti in rosso, bianco e grigio (granito). Il soffitto a cassettoni in origine ospitava lampade a incandescenza, ma queste furono poi abbandonate in sostituzione di lampade a fluorescenza negli anni sessanta.
Tra Kievskaja e Smolenskaja vi è il ponte Smolensky, che serve al passaggio dei convogli sopra la Moscova. Il ponte fu costruito nel 1937 e costituì la prima sezione sopra la superficie della metropolitana.

## Interscambi
Da questa stazione, i passeggeri possono effettuare il trasbordo alle stazioni Kievskaja sulla Linea Arbatsko-Pokrovskaja e Kievskaja sulla Linea Kol'cevaja.